# Harrison Allen (général)
Harrison Allen (né le 4 décembre 1835, et décédé le 23 septembre 1904) est un brigadier-général de l'Union. Il est enterré dans le cimetière national d'Arlington.

## Guerre de Sécession
Harrison Hallen s'engage en tant que commandant le 11 août 1861 dans le 10th Pennsylvania Reserves et est libéré six mois plus tard.
Il se réengage en tant que capitaine le 30 octobre 1862 dans le 151st Pennsylvania Volunteer Infantry. Il est promu colonel le 11 novembre 1862, puis brigadier-général le 13 mars 1865.
À la tête de son régiment, il participe aux batailles de Fredericksburg, de Chancellorsville et Gettysburg.
Lors de cette dernière, il est grièvement blessé et doit quitter le champ de bataille en laissant le commandement du régiment au lieutenant-colonel George McFarland.

## Après la guerre
Il entre en politique en tant que délégué à la convention républicaine de 1868 et qu'auditeur général de l'État de Pennsylvanie, entre 1872 et 1875. Il est également sénateur de l'État entre 1870 et 1872.
En 1882 Harrison Allen est nommé United States Marshal pour le territoire du Dakota.